# Cliveden
Cliveden est un château de style italien se trouvant à proximité du village de Taplow dans le comté de Buckinghamshire en Angleterre.

## Histoire
Situé à l’ouest de Londres, sur un escarpement dominant de 40 mètres la Tamise, le château a été la résidence d’un comte, de deux ducs, d'un prince de Galles et de la famille Astor. Les boiseries de la salle à manger proviennent du château d'Asnières-sur-Seine, démantelées au XIXe siècle. Actuellement, le domaine est la propriété du National Trust (la commission nationale britannique des sites et monuments historiques) et la demeure est louée à bail par les hôtels von Essen, qui l’exploitent comme hôtel de luxe (5 étoiles). Pendant les années 1970, elle fut louée à bail par l'université Stanford de Californie comme campus d’outre-mer.
La maison fut le lieu de rendez-vous de la coterie politique et aristocratique dite « Cliveden set » dans les années 1920 et 1930 et le domaine fut le cadre d'événements clefs de l’affaire Profumo dans les années 1960.
« Cliveden » (qui se prononce CLIV-d'n) signifie « la vallée entre les falaises » et fait allusion à la vallée qui traverse le domaine d’est en sud du château. Les jardins et les bois, qui couvrent 151 ha (1,5 km2), sont ouverts au public, mais l'accès aux salles principales du château est restreint. Trois demeures se sont succédé sur ce site. La première d'entre elles fut bâtie en 1666 et détruite par un incendie en 1796. La deuxième maison (1824) fut à son tour détruite dans un incendie en 1849. La maison actuelle date de 1851 et fut conçue par l’architecte Charles Barry.

## Le jardin et les bois
Le jardin de Cliveden comprend des espaces distincts : un jardin d’eau de style japonais (avec une pagode qui a été présentée lors de l’Exposition universelle de 1867 à Paris), un jardin de style italien (avec des bordures de haie de buis tondu et des topiaires aux formes excentriques), et une grande avenue aux tilleuls centenaires.
À voir notamment : le parterre, très large et d'une surface de 1,6 hectare, de style Versailles, au sud du château.
Le bois se compose surtout de hêtres.

## Propriétaires
- 1666-1696 : George Villiers, 2e duc de Buckingham.
- À partir de 1696 : George Hamilton, comte d’Orkney.
- 1824-1849 : George Warrender, député.
- 1849-1868 : Duc de Sutherland (en).
- 1868-1893 : Hugh Lupus Grosvenor, duc de Westminster.
- 1893-1942 : la famille Astor, à savoir : William Waldorf Astor, son fils Waldorf et belle-fille Nancy (première femme députée en Grande Bretagne en 1919), leur fils Bill Astor.
- Depuis 1942 : National Trust.

## Cliveden au cinéma
Le château sert de décor à plusieurs films :
- 1952 : The Card
- 2004 : Thunderbirds
- 2006 : Madame Henderson présente
- 2009 : Sherlock Holmes
- 2015 : Cendrillon

## Galerie d'images

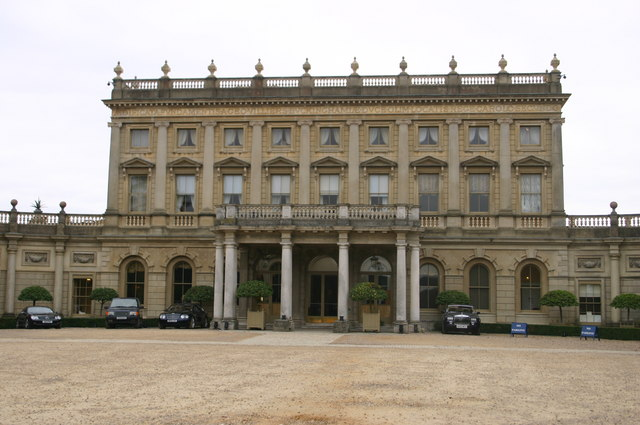
Entrée du château de Cliveden.
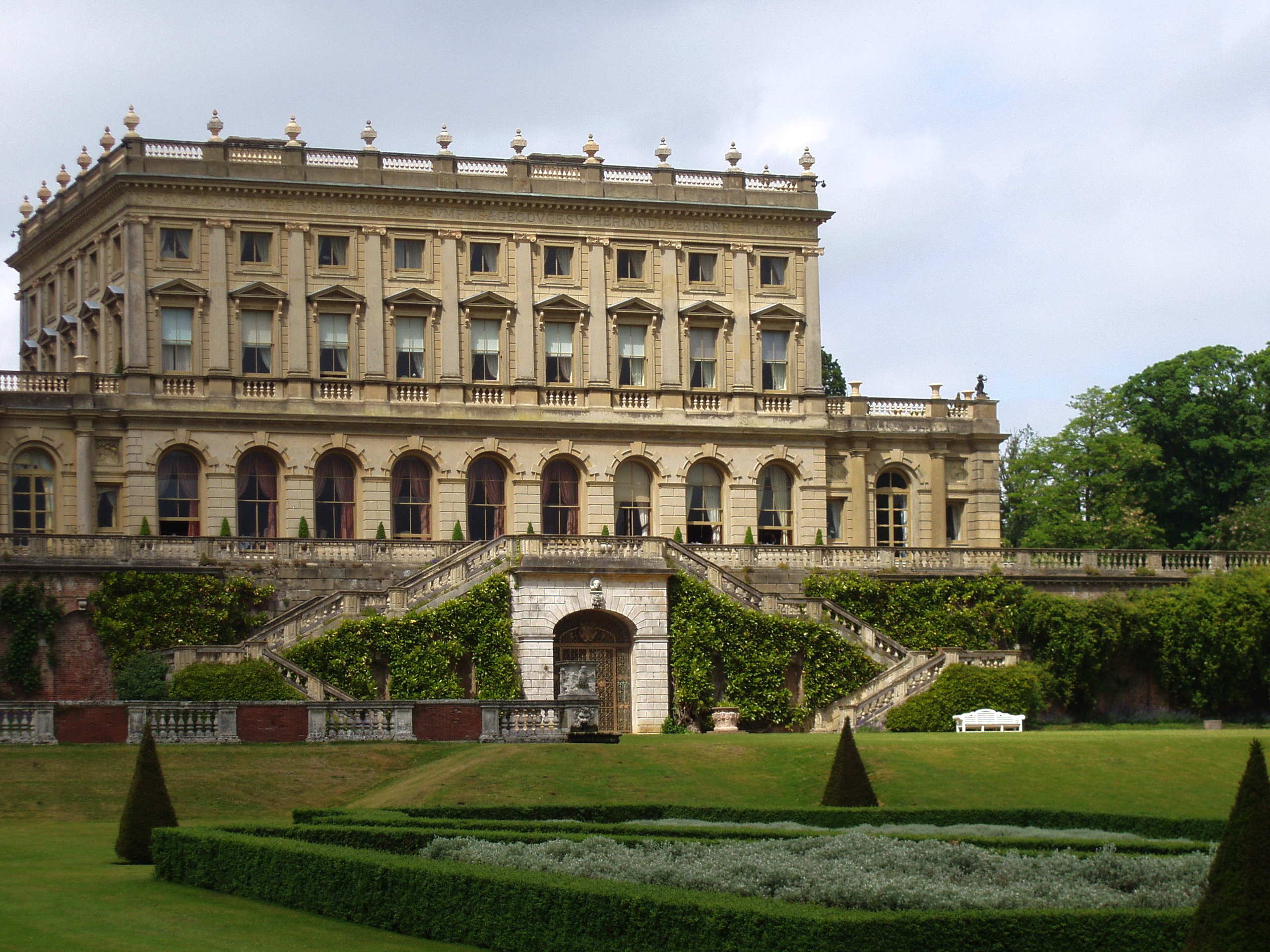
Château de Cliveden, vu depuis le jardin.
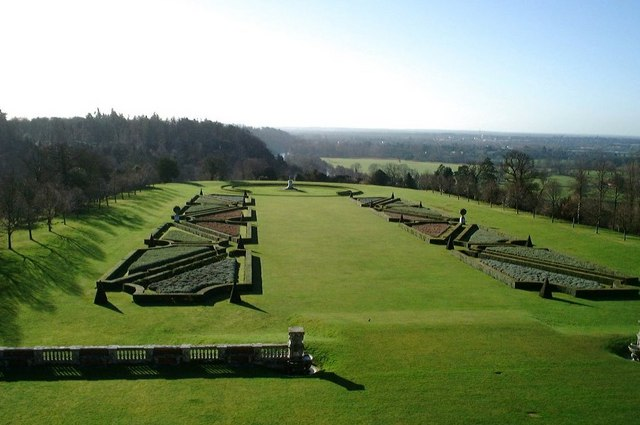
Les jardins de Cliveden.
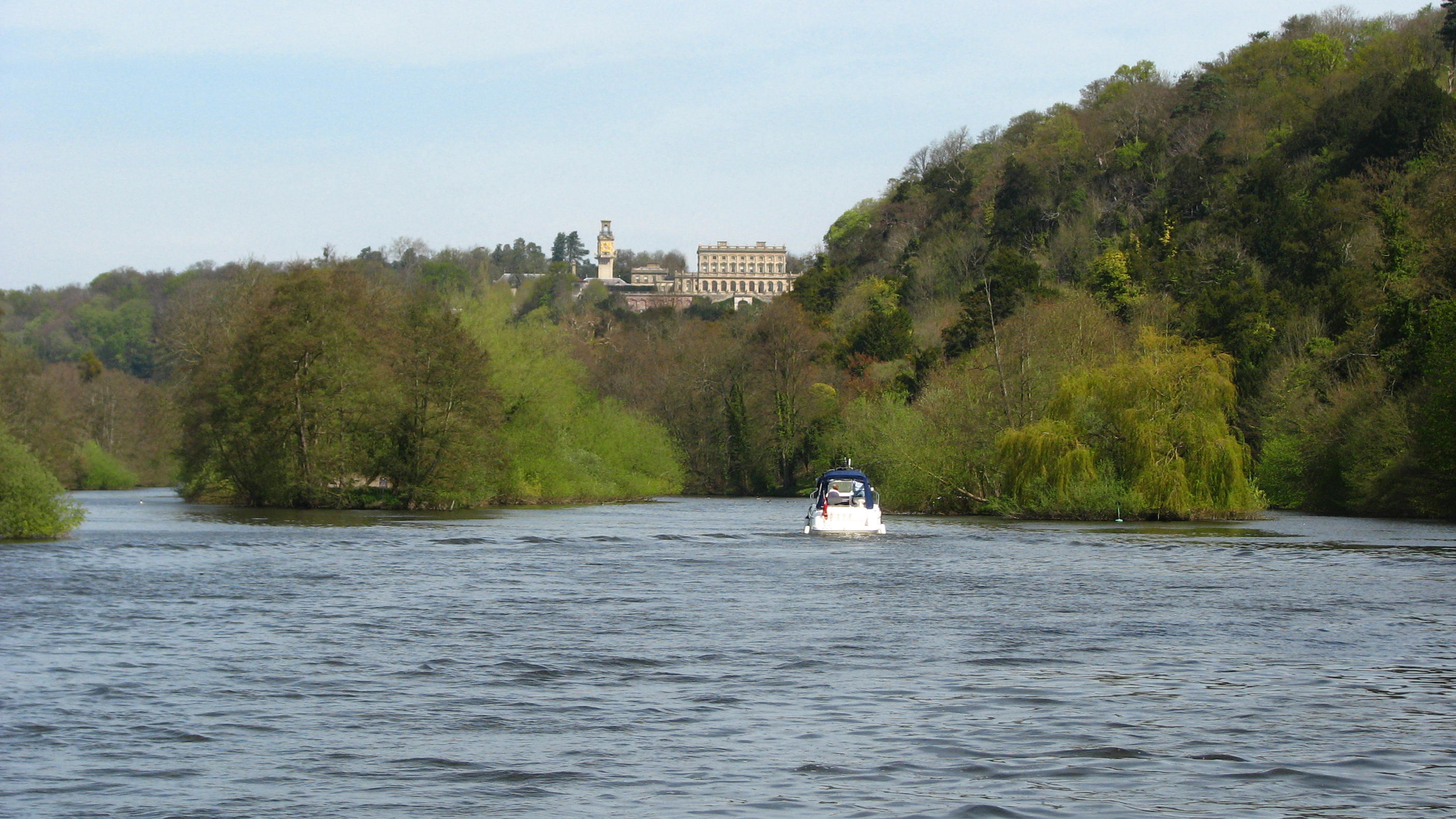
Cliveden depuis la Tamise.